# ناصر جيسون عبده
ناصر جيسون عبده (بالإنجليزية: Naser Jason Abdo)‏ (1 أبريل 1990 في غارلاند - ) عسكري من الولايات المتحدة، الذي قُبض عليه في 28 يوليو 2011، بالقرب من فورت هود في تكساس، واحتُجز دون سند لحيازتهِ سلاح ناري غير مسجل وادعى أنه يخطط لمهاجمة مطعم يتردد عليه جنود من تنظيم القاعدة. أُدين في محكمة فيدرالية في 24 مايو 2012 لمحاولتهِ استخدام سلاح ومحاولة قتل موظفين اتحاديين واتهامات بحيازة الأسلحة. ولقد حُكم عليهِ في 10 أغسطس 2012، بحكمتين متتاليتين بالسجن مدى الحياة، بالإضافة إلى 60 عامًا.